# Chiara Tews
Chiara Tews (* 11. Januar 2002 in Erfurt) ist eine deutsche Schauspielerin.
Mit 16 Jahren übernahm sie als „Greta“ eine der Rollen in der Jugendserie Spotlight auf Nick in Deutschland. Sie ist seit der dritten Staffel dabei. 2021 trat sie in einer Gastrolle in einer Folge der Daily Soap Gute Zeiten, schlechte Zeiten auf.

## Filmografie
- seit 2018: Spotlight (Fernsehserie)
- 2021: Gute Zeiten, schlechte Zeiten (Fernsehserie, eine Folge)